# 분청사기조화모란문장군
분청사기조화모란문장군(粉靑沙器彫花牧丹文장군)은 서울특별시 관악구 호림박물관에 있는, 조선시대에 만들어진 몸통 부분은 사각기둥에 가깝고 측면의 한쪽은 편평하며 다른 한쪽은 둥근 장군이다 2004년 10월 30일 서울특별시의 유형문화재 제196호로 지정되었다.

## 개요
몸통 부분은 사각기둥에 가깝고 측면의 한쪽은 편평하며 다른 한쪽은 둥근 장군이다.
전면을 백토분장(白土粉粧)한 후 조화(彫花)와 박지(剝地)기법으로 문양을 새겼다. 몸통 부분의 양면에는 모란문을 새기고 둥근 한 측면에는 화문(花文)과 연판문(蓮瓣文)을 배치하였다. 입부분의 양쪽에도 화문(花文)을 새겼다. 투명한 담청색의 분청유약이 입혀졌는데 빙렬이 있으며 광택이 좋다. 굽은 평저(平底)로 굽바닥에 모래를 받치고 구웠다. 구연부(口緣部) 일부가 파손되었으나 별도의 굽이 없는 독특한 형태의 장군으로 대담한 문양 시문(施文)이 기형(器形)과 조화를 이루는 수작이다.

## 참고 문헌
- 분청사기조화모란문장군 - 국가유산청 국가유산포털